# Мусса Ніакате
Мусса Ніакате (фр. Moussa Niakhaté, нар. 8 березня 1996, Рубе) — французький і сенегальський футболіст, захисник клубу «Ліон» і національної збірної Сенегалу.

## Клубна кар'єра

### Ранні роки
Мусса Ніакате народився 8 березня 1996 року в комуні Рубе на півночі Франції. Батько і старший брат Муси привели його в футбол у віці п'яти років, сім'єю вони часто відвідували стадіони в Лансі, Ліллі і Валансьєні, а також дивилися матчі Ліги 1 по телевізору. Займатися футболом Ніакате почав в місцевій команді «Комін», потім протягом семи сезонів він грав в академії «Лілля». Коли йому виповнилося 15 років, в «Ліллі» вирішили розпрощатися з молодим футболістом. Наступний рік він провів у складі молодіжної команди аматорського клубу «Васкеаль», а ще через рік перейшов у молодіжну команду «Булоні». Влітку 2013 року Ніакате був підписаний клубом «Валансьєн», який виступав у Лізі 1.

### «Валансьєн»
У перший час Ніакате виступав за резервний склад «Валансьєна», який грав в аматорському Національному дивізіоні 3 — п'ятій лізі Франції. За підсумками сезону 2013/14 основна команда вилетіла в Лігу 2 і в наступному сезоні гравець отримав можливість дебютувати в професійному футболі. За основний склад «Валансьєна» вперше зіграв 20 жовтня 2014 року, вийшовши на поле в кінці другого тайму у домашньому матчі Ліги 2 проти «Діжона», що закінчився поразкою господарів з рахунком 0:3. Тренер «Валансьєна» Бернар Казоні випустив Ніакате за шість хвилин до кінця матчу замість Лоріса Нері. 
Влітку 2015 року Мусса підписав свій перший професійний контракт в кар'єрі, уклавши угоду з «Валансьєном» терміном на три роки. Перший гол у професійній кар'єрі Ніакате забив 16 грудня 2016 року, зрівнявши рахунок в гостьовому матчі Ліги 2 проти «Осера», що завершився нічиєю 1:1. У сезоні 2016/17 став одним з провідних гравців «Валансьєна», зігравши 35 матчів у Лізі 2 і провівши на полі більше хвилин, ніж будь-який інший з польових гравців команди.

### «Мец»
1 липня 2017 року Ніакате приєднався до команди «Мец», яка виступала в Лізі 1, уклавши контракт на чотири роки. Перший матч у чемпіонаті Франції зіграв 12 серпня 2017 року, вийшовши на заміну у другому таймі гостьового матчу проти «Бордо», що закінчився поразкою «Меца» з рахунком 0:2. Ніакате швидко став гравцем основного складу, відігравши після дебюту 34 повних матчі в чемпіонаті Франції. Тим не менш футболіст не зумів допомогти команді втриматися від вильоту в Лігу 2, після того як «Мец» посів 20-е місце у чемпіонаті. Незважаючи на погані результати клубу, сам Ніакате став одним з небагатьох гравців «Меца», чиї виступи в сезоні вважали успішними, оскільки футболіст був найважливішим гравцем команди.

### «Майнц 05»
7 липня 2018 року Ніакате підписав п'ятирічний контракт до 2023 року з клубом німецької Бундесліги «Майнц 05», сума трансферу футболіста склала за однією інформацією 6 млн євро плюс бонуси, за іншими даними від 8  до 10 млн євро, точні деталі угоди обидва клуби домовилися не розголошувати. У разі якщо останні цифри близькі до істини, трансфер Ніакате став другим за трансфером гравцем в історії «Меца», після переходу Ісмаїла Сарра у 2017 році в «Ренн» за 17 млн євро. У новій команді Мусса замінив іншого захисника, свого партнера по молодіжній збірній Франції Абду Діалло, який перейшов тим же літом в «Боруссію» з Дортмунда. Перший офіційний матч за «Майнц» Ніакате зіграв у першому раунді Кубка Німеччини 18 серпня 2018 року, вийшовши у стартовому складі в гостьовій зустрічі проти «Ерцгебірге». Після фолу на третій хвилині матчу Ніакате був вилучений з поля, а час, що залишився, «Майнц» провів у меншості і переміг з рахунком 3:1. У Будеслізі футболіст дебютував 26 серпня 2018 року, вийшовши у стартовому складі в домашньому матчі проти «Штутгарта», що завершився перемогою «Майнца» з рахунком 1:0. Станом на 25 червня 2019 року відіграв за клуб з Майнца 33 матчі в національному чемпіонаті.

## Виступи за збірні
2014 року дебютував у складі юнацької збірної Франції, взяв участь у 3 іграх на юнацькому рівні.
З 2017 року залучався до матчів молодіжної збірної Франції, у її складі поїхав на молодіжний чемпіонат Європи 2019 року в Італії.
| Дата       | Місто      | Господарі | Результат               | Гості           | Турнір                                        | Голи | Примітки |
| ---------- | ---------- | --------- | ----------------------- | --------------- | --------------------------------------------- | ---- | -------- |
| 24-3-2023  | Діамніадіо | Сенегал   | 5 – 1                   | Мозамбік        | Відбір до Кубка африканських націй 2023       | -    | 90'      |
| 28-3-2023  | Мапуту     | Мозамбік  | 0 – 1                   | Сенегал         | Відбір до Кубка африканських націй 2023       | -    |          |
| 20-6-2023  | Лісабон    | Бразилія  | 2 – 4                   | Сенегал         | товариський матч                              | -    |          |
| 12-9-2023  | Діамніадіо | Сенегал   | 0 – 1                   | Алжир           | товариський матч                              | -    |          |
| 16-10-2023 | Ланс       | Сенегал   | 1 – 0                   | Камерун         | товариський матч                              | -    |          |
| 18-11-2023 | Діамніадіо | Сенегал   | 4 – 0                   | Південний Судан | Відбір до ЧС 2026                             | -    |          |
| 21-11-2023 | Ломе       | Того      | 0 – 0                   | Сенегал         | Відбір до ЧС 2026                             | -    |          |
| 8-1-2024   | Діамніадіо | Сенегал   | 1 – 0                   | Нігер           | товариський матч                              | -    | 46'      |
| 15-1-2024  | Ямусукро   | Сенегал   | 3 – 0                   | Гамбія          | Кубок африканських націй 2023 - груповий етап | -    | 81'      |
| 29-1-2024  | Ямусукро   | Сенегал   | 1 – 1 д.ч. (4 – 5 п.п.) | Кот-д'Івуар     | Кубок африканських націй 2023 - 1/8 фіналу    | -    |          |
| 26-3-2024  | Ам'єн      | Сенегал   | 1 – 0                   | Бенін           | товариський матч                              | -    | 78'      |
| 6-6-2024   | Діамніадіо | Сенегал   | 1 – 1                   | ДР Конго        | Відбір до ЧС 2026                             | -    | 68'      |
| Усього     |            | Матчів    | 12                      |                 | Голів                                         | 0    |          |